# 郭毓林
郭毓林（？年—1941年12月），字有楨。山東省泰安縣人。他為抗日戰爭期間陣亡的中國軍方高級將領之一。

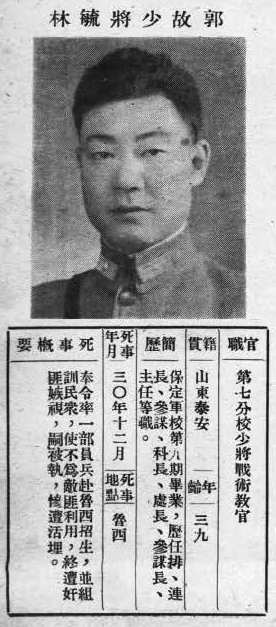
《抗戰軍人忠烈錄》（第一輯）中的郭毓林烈士遺像

## 生平[1]
保定軍校第九期步科畢業，任陸軍軍官學校第七分校（十七期）少將戰術教官，於魯西曹荷區招生，組織訓練民眾不被敵匪所利用，遭新四軍黃河支隊嫉視，以四團之眾圍攻駐地，寨破被執，慘遭活埋。時年三十有九。